# 土屋芳雄
土屋 芳雄（つちや よしお、1911年（明治44年）10月1日 - 2001年（平成13年）10月30日）は、大日本帝国陸軍憲兵。引き揚げ後、戦時中の残虐行為を謝罪し戦争体験を伝える活動に尽力した。

## 経歴
山形県の貧しい半農の家に生まれた。1931年11月、中国に出征、チチハル憲兵隊伍長。1934年-1945年、関東憲兵隊憲兵として働き、拷問も辞さぬ取調べで抗日組織の摘発に貢献、いくつもの勲章を受けた。1945年8月ソ連軍参戦、チチハルに進撃が予想され、8月13日妻と幼い息子二人を避難させる。ソ連軍のチチハル進攻前に終戦を迎える。8月19日、チチハルでソビエト連邦軍の捕虜となり抑留された。1950年7月、撫順戦犯管理所に移送された。
管理所の待遇は人道的なものであった。帰国後の本人からの聞き取り記録をみると、朝鮮戦争で中国がアメリカに敗れなかったことへの畏敬の念を抱くようになり、人道的な待遇を受ける内、自身が憲兵として行ってきたことへの罪悪感が芽生えている。1953年8月、かつて憲兵として現地住民に残虐な仕打ちをしたことを初めて告白した。その後も認罪を続け、1917人を逮捕・拷問・投獄し、328人を直接・間接に死に至らしめたことを入所中に認めた。中国に身柄を移されてからは手紙が許されず、1954年に収容者名簿が日本側に発表されるまで家族らは土屋の消息をつかめず、ラジオ発表で安否を知った妻は家族の写真を同封した手紙を撫順に送り、土屋もそれを見て初めて家族の無事な帰国を知ったという。1956年7月20日免訴となり、8月日本に引き揚げた。
帰国後郷里で農業に従事。中国帰還者連絡会に参加、侵略戦争に加わったことを反省し謝罪する書籍4点を刊行した。朝日新聞山形支局記者のインタビューに応じて中国での体験を語り、1984年8月から1985年4月まで183回にわたって新聞連載された。1990年、中国東北部を訪れ遺族らに謝罪した。2001年公開のドキュメンタリー映画『日本鬼子』に出演し証言した。
なお、土屋からの聞き書きには、日本の支配と太平洋戦争の結果、経済事情が悪化した満州において、貧窮し冬でも裸で暮らさざるをえなくなった子どもが現れ、それを土屋が見て、愕然とするエピソードが出て来る。これについて、東洋史専門の歴史家宮脇淳子は、満州人は皆オンドルのある家で暮らしているのだから、これは何ら問題のないことだと批評している。しかし実際にはオンドルのことも、このエピソードの中で触れられている。土屋からの聞き書きでは、農家の女性が、数年前に夫が労務者狩りで日本軍に徴用されたまま音信不通となり、子ども二人を抱え、やむなく冬の吹雪のさなかでもボロボロの服一枚で、一人で外から水汲みをし、オンドルの燃料にするコウリャン殻を家の中に運び込み、外の仕事にも出ているという姿が述べられているのである。当時、満州では大豆等の糧穀が強制的に徴発されて日本本土や南方の戦地に送られたものの、見返りに満洲に送られるはずの繊維類が南方優先ということで殆ど満洲には入って来なくなっていた。そのために衣類価格が高騰し、彼らの手に入るようなものではなくなり、冬でもこの女性はボロ一枚で働き、子どもは成長して身体が大きくなるに連れて着られるものがなくなり、冬はオンドルのある家から外に出ることも出来ないという、困窮しきった状態が語られているのである。

## 著作
- 『半生的悔悟』（中国語）[6]
- 『我對侵略中國的悔悟與謝罪』（中国語）[6]
- 『關東軍對中國東北的侵略』（中国語）[6]
- 『訪中謝罪紀錄』（中国語）[6]
- 土屋芳雄述、朝日新聞山形支局著『聞き書き ある憲兵の記録』朝日新聞社、1985年7月、朝日文庫、1991年2月